# لوسي مابل هول براون
لوسي م. هول براون (مولودة باسم، هول؛ نوفمبر 1843 – 1 أغسطس 1907) هي طبيبة وكاتبة أمريكية. عملت هول براون كطبيبة وممارسة عامة في إصلاحية شيربورن للنساء، التي تُعرف حاليًا باسم مؤسسة ماساتشوستس الإصلاحية – فرامنغهام.
في عام 1876، التحقت هول بدورة طبية في جامعة ميشيغان. بعد تخرجها في عام 1878، عملت هول كطبيبة مساعدة تحت إشراف د. إليزا ماريا موشير لمدة ستة أشهر في سجن ماساتشوستس الإصلاحي للنساء.  تابعت بعد ذلك أعمالها في الدراسات العليا في مدينتي نيويورك ولندن، وكانت أول امرأة ملتحقة بعيادات مستشفى سانت توماس في لندن. في وقت لاحق، خضعت هول لتدريب في المستشفى الملكي لطب النساء وملازمة السرير التابع للبروفيسور فرانز فون فينكل في دريسدن. في وقت وصولها إلى دريسدن، كانت هول على دراية بسيطة فقط باللغة الألمانية، لكنها استطاعت بعد شهر واحد من الدراسة اكتساب معرفة لغوية كافية لإقناع د. فينكل بقبولها للعمل في المستشفى. بعد انتهاء دراستها وعملها في الخارج في عام 1879، وقبل مغادرتها دريسدن، عيّنها الحاكم توماس تالبوت للعمل كطبيبة مقيمة في إصلاحية ماساتشوستس بتوصية من موشير لتعود وتستأنف عملها على الفور. في وقت لاحق، تلقت هول عرضًا لتشغل منصب الطبيب المشرف لكنها جاوبت بالرفض.
في عام 1883، طلبت موشير، بعد تقلدها منصب أستاذة في علم وظائف الأعضاء والنظافة الشخصية وطبيبة مقيمة في كلية فاسار، تعيين هول واستقدامها لتشاركها العمل، لتبدأ شراكة في ذلك الوقت بين الطبيبتين اللتين استأنفتا عملهما الخاص في بروكلين وتبادلتا العمل بين بعضهما بالتناوب في الكلية. في نهاية الثلاث سنوات، خصصت هول كامل وقتها للعمل في بروكلين لتستمر في عملها هذا حتى ثلاث سنوات قبل وفاتها.
كانت هول عضوًا في جمعية الصليب الأحمر الوطنية وممثلة مندوبة له في المؤتمر الدولي للصليب الأحمر في كارلسروه في عام 1887 وفيينا في عام 1897. تقلدت هول أيضًا زمالة أكاديمية نيويورك للطب، بالإضافة إلى عملها كنائبة رئيس الجمعية الأمريكية للعلوم الاجتماعية. ذهبت هول كممثلة مندوبة إلى المؤتمر الدولي للطب في باريس عام 1900، وكثيرًا ما عينتها مجالس نيويورك كخبيرة في الطب الشرعي.

## الحياة المبكرة والتعليم
وُلدت لوسي مابل هول في بلدة هولند من مقاطعة فيرمونت في نوفمبر 1843. تنحدر هول من نسل الحاكم توماس دادلي من مستعمرة خليج ماساتشوستس. يعود أصل عائلتها إلى نيو إنغلاند، ومن الممكن الرجوع بها إلى طبقة النبلاء الأوروبيين. بدأت هول تعليمها في فيرمونت، لتكمله في كلية ميلتون في ويسكونسن، بالإضافة إلى مدرسة ديربورن في شيكاغو، إلينوي، التي تخرجت منها.
بدأت هول العمل كمعلمة لبضع سنوات، لكنها توقفت عن العمل بعد وفاة أبيها وأمها بفترة وجيزة ليقنعها طبيب الأسرة بدراسة الطب. في ربيع 1878، تخرجت هول بدرجة امتياز من كلية الطب التابعة لجامعة ميشيغان في آن آربر. تابعت هول ملاحظاتها الطبية في مستشفيات وعيادات مدينة نيويورك، ولاحقًا في لايبزغ ولندن، حيث أصبحت أول امرأة مقبولة على الإطلاق للعمل في عيادات رعاية الأسرّة في مستشفى سانت توماس.
في دريسدن، ألمانيا، عملت هول كطبيبة منزلية في المستشفى الملكي لطب النساء تحت إشراف البروفيسور وينكل.